# Paraschistura
Paraschistura is een geslacht van straalvinnige vissen uit de familie van steenkruipers (Balitoridae).

## Soorten
- Paraschistura abdolii Freyhof, Sayyadzadeh, Esmaeili & Geiger, 2015[3]
- Paraschistura alepidota (Mirza & Bănărescu, 1970)
- Paraschistura alta (Nalbant & Bianco, 1998)
  - = Schistura alta Nalbant & Bianco 1998
- Paraschistura aredvii Freyhof, Sayyadzadeh, Esmaeili & Geiger, 2015
- Paraschistura bampurensis (Nikolskii, 1900)
- Paraschistura chrysicristinae (Nalbant, 1998)
- Paraschistura cristata (Berg, 1898)
- Paraschistura delvarii Mousavi-Sabet & Eagderi, 2015[4]
- Paraschistura hormuzensis Freyhof, Sayyadzadeh, Esmaeili & Geiger, 2015
- Paraschistura ilamensis Vatandoust & Eagderi, 2015[5]
- Paraschistura kermanensis Sayyadzadeh, Teimori & Esmaeili, 2019[6]
- Paraschistura kessleri (Günther, 1889)
- Paraschistura lepidocaulis (Mirza & Nalbant, 1981)
- Paraschistura lindbergi (Bănărescu & Mirza, 1965)
- Paraschistura microlabra (Mirza & Nalbant, 1981)
- Paraschistura montana (McClelland, 1838)
- Paraschistura naseeri (Ahmad & Mirza, 1963)
- Paraschistura naumanni Freyhof, Sayyadzadeh, Esmaeili & Geiger, 2015
- Paraschistura nielseni (Nalbant & Bianco, 1998)
- Paraschistura pasatigris Freyhof, Sayyadzadeh, Esmaeili & Geiger, 2015
- Paraschistura prashari (Hora, 1933)
- Paraschistura punjabensis (Hora, 1923)
- Paraschistura susiani Freyhof, Sayyadzadeh, Esmaeili & Geiger, 2015
- Paraschistura turcmenica (Berg, 1932)